# 建大輪胎
建大工業股份有限公司（英語：Kenda Rubber Ind., Co., Ltd.）為臺灣的輪胎製造商，由創辦人楊金豹設立於1962年3月31日，成立63年，建大北美公司在1980年代於美國俄亥俄州成立，建大工業股份有限公司自成立以來，始終秉持「誠信、品質、服務、創新」的經營理念，貫徹「第一次就做對、做好、將具有競爭力的製品和服務，適時正確送達客戶」的品質政策，以輪胎工業為基礎，建大已成為世界知名輪胎及橡膠產品製造商之一。主要產品為自行車內外胎、摩托車內外胎、ATV輪胎、農耕機和工業用車輪胎、卡車客車內外胎，以及轎車、輕型卡車、拖車（trailer）、輪椅車、園藝車用的輻射層輪胎等。該公司曾與美國固鉑輪胎（Cooper Tire）技術合作，並自2000年起成為後者之在臺獨家代理商。品牌名稱為「KENDA」等，致力于國際化，多元化的發展道路，在激烈的市場競爭中取得了輝煌業績。所有新的建大產品皆由台灣全球研發總部、北美研發中心，以及歐洲研發中心所開發與設計。分公司及生產基地分佈在亞洲、北美與歐洲，集團員工超過12,000人，目前建大為產品行銷全球的大型跨國集團公司。經銷網路遍佈在世界各大洲。若以年度銷售額計算，2024年該公司在全世界排行第28名。

## 旗下事業單位與關係企業
- 建大輪胎：
  - 臺灣：
    - 總公司：臺灣彰化縣員林市中山路一段146號
    - 臺北辦事處：臺灣臺北市松山區民生東路三段135號 4樓C 室（吉祥大樓）
    - 雲林廠：臺灣雲林縣莿桐鄉莿桐村延平路50號

  - 中國：
    - 深圳廠（建泰橡膠〔深圳〕有限公司）：廣東省深圳市寶安區大浪街道工業西路
    - 天津廠（建泰橡膠〔天津〕有限公司）：天津市靜海縣城東天宇科技園泰安路6、8號
    - 昆山廠（建大橡膠〔中國〕有限公司）：江蘇省昆山市經濟技術開發區昆嘉路2號

  - 美國：
    - American Kenda Rubber Ind. Co., Ltd.：7095 Americana Parkway, Reynoldsburg, OH 43068 U.S.A.
    - Martin Wheel Company: 342 West Avenue, Tallmadge, OH 44278 U.S.A.

  - 歐洲：
    - Kenda Rubber Industrial Co., Europe GMBH: Greimelstrasse 28 Ubersee-Feldwies. 83236, Germany

  - 越南：
    - 越南一廠 建大橡膠（越南）有限公司：越南同奈省展鵬縣胡奈三社午市街工業區
    - 越南二廠 建大橡膠（越南）有限公司：越南同奈省展鵬縣安遠社江田工業區八號路

  - 印尼：
    - 印尼廠 建大橡膠(印尼)有限公司：印尼萬丹省西朗市加維拉區卡雷歐村
- 關係企業：
  - 世同金屬股份有限公司
  - 建來貿易股份有限公司
  - 建來工業股份有限公司
  - 道達爾潤滑油股份有限公司
  - Americana Tire and Wheel Company
  - Martin Wheel Company
  - Monitor Manufacturing Company

## 公司沿革
- 1962年：3月31日楊金豹創立建大橡膠公司，員工人數50人，初期以生產自行車內外胎為主。
- 1972年：開始出口外銷，年營業額達美金三百萬元。
- 1974年：開發出自行車反光車胎，為臺灣第一家反光車胎製造廠。
- 1982年：增購員林廠及雲林廠新土地，並完成雲林廠首期工程。與日本INOAC公司（日语：イノアックコーポレーション）合資成立建上工業股份有限公司，生產汽車零件。
- 1988年：員林廠獲得日本工業規格JIS認證。
- 1989年：雲林廠獲得日本工業規格JIS認證。
- 1990年：12月20日正式股票上市，並設立美國與香港子公司。
- 1991年：取得歐盟ECE認證，並於中國深圳設立建泰橡膠（深圳）有限公司。
- 1992年：與法國TOTAL石油公司合資設立臺灣TOTAL公司。
- 1994年：在中國昆山設立建大橡膠（中國）有限公司，員林廠取得ISO9002認證。
- 1995年：員林廠取得ISO9001認證，於美國俄亥俄州雷諾斯堡（Reynoldsburg）成立關係企業Americana Tire and Wheel Company。
- 1996年：在越南設立建大（越南）有限公司。
- 1998年：越南廠正式投產，收購美國喬治亞州亞特蘭大的Monitor Manufacturing Company，該公司專門製造各式輪圈。
- 1999年：中國昆山廠正式投產，收購位於美國俄亥俄州阿克倫的Martin Wheel Company。
- 2000年：成為美國固鉑輪胎（Cooper Tire）在臺灣的獨家代理商。
- 2001年：開發出輻射層輪胎。
- 2002年：轎車輻射層輪胎於臺灣上市銷售。
- 2004年：與美國固鉑輪胎（Cooper Tire）一同於中國合資設立轎車及卡車輻射層輪胎生產銷售公司。
- 2005年：與固鉑輪胎合資成立庫博建大輪胎（昆山）有限公司。同年，建大橡膠（深圳）有限公司正式投產。
- 2006年：庫博建大輪胎（昆山）有限公司正式投產。
- 2008年：建大橡膠（中國）有限公司（昆山廠）通過ISO14001與OHSAS 18001認證。
- 2009年：建泰橡膠（天津）有限公司正式投產。
- 2011年：3月固鉑輪胎買回該公司手中50%的庫博建大輪胎（昆山）有限公司持股。
- 2012年：於中國天津擴建第二廠，專門生產輻射層輪胎。
- 2013年：於德國奧爾登堡成立歐洲辦事處。
- 2015年：於美國俄亥俄州成立建大美國技術中心並於11月正式啟用。建大美國技術中心 （页面存档备份，存于）
- 2017年：併購歐洲Starco 公司
- 2018年：於德國漢堡成立歐洲研發中心
- 2020年：全球研發總部於雲林斗六啟用

## 運動行銷
1998年美國俄亥俄州高爾夫球冠軍選手本·柯蒂斯（Ben Curtis）主動爭取建大公司的贊助，當時亟欲建立自有品牌的後者遂答應此事。
目前該公司所贊助的車隊、車手及比賽包括：
NBA休士頓火箭隊、NBA克里夫蘭騎士隊、MLB 克里夫蘭守護者隊、NHL Columbus Blue Jacket美國職業冰球隊、NCAA美國大學俄亥俄州州立大學男子籃球、NCAA美國大學女子籃球、美國NCAA大學美式足球、美國職業高爾夫球選手Chad Campbell、女子高爾夫球選手盧曉晴/龔怡萍/郭艾榛、法國Cofidis team車隊、捷安特男/女子職業車隊、澳洲車手Sid Taberlay、美國車手Kelly McGarry、美國車隊Optum Beneits Pro-Conti Road team、Norco Factory Bicycle Team、Haro BMX Team、歐洲Feenstra Felt Kenda Team、歐洲Bianchi MTB Team、Polygon DH Team、Centurion MTB Team、Polaris車隊、美國Columbus Clippers Game、臺灣職棒統一獅隊、日本Formula Drift Japan （页面存档备份，存于） 飄移賽車、美國Formula Drift （页面存档备份，存于）飄移賽車、臺灣漂移賽車、臺灣TSR&KCC機車錦標賽等。

## 外部連結
- 建大工業股份有限公司臺灣官方網站
  - Kenda Taiwan - 建大輪胎的Facebook專頁
  - KENDA Taiwan的X（前Twitter）
- Kenda美國官方網站
  - Kenda Tires USA的Facebook專頁
  - Kenda Tire的X（前Twitter）
  - Kenda Tire的Instagram帳戶
  - YouTube上的KENDA Tire頻道